# Ексцельсіор (алмаз)

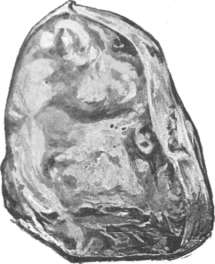
Ексцельсіор

Ексельсіор — алмаз, вагою 971,5 карата, знайдений у 1893 році на копальні «Ягерсфонтейн» у Південній Африці. Із нього виготовлено 21 діамант, найбільший — 69,8 кар.